# Аматитлан
Аматитлан (на испански: Amatitlán) е град в департамент Гватемала, Гватемала. Населението на града през 2002 година е 60 924 души.